# Bílovice nad Svitavou
Pour les articles homonymes, voir Bílovice.
Bílovice nad Svitavou (en allemand : Bilowitz, auparavant Billowitz) est une commune du district de Brno-Campagne, dans la région de Moravie-du-Sud, en République tchèque. Sa population s'élevait à 3 739 habitants en 2024.

## Géographie
Bílovice nad Svitavou est arrosée par la Svitava et se trouve à 8 km au nord-est du centre de Brno et à 186 km au sud-est de Prague.

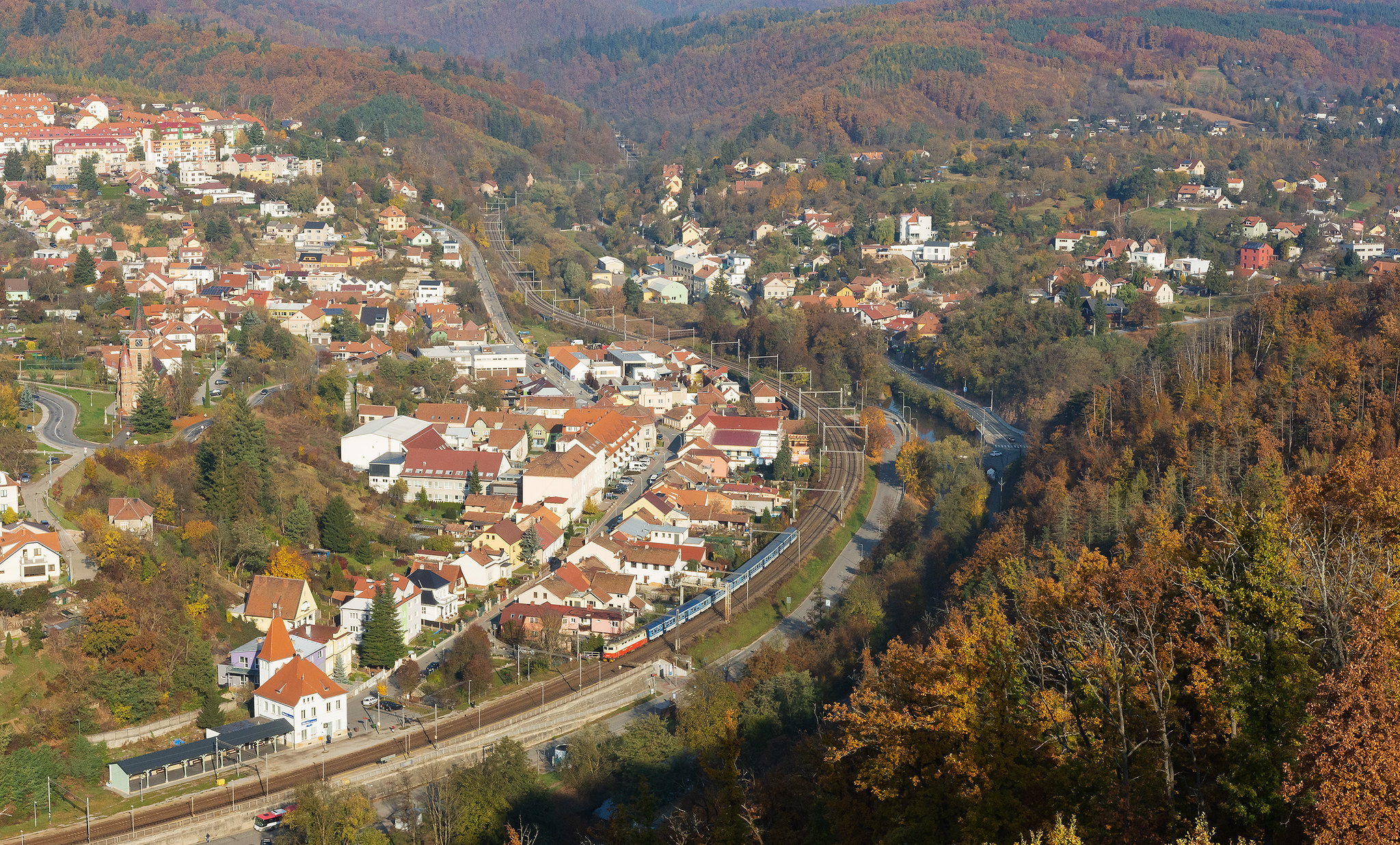
Bílovice nad Svitavou : vue aérienne.

La commune est limitée par Adamov au nord, par Babice nad Svitavou et Řícmanice à l'est, par Kanice à l'est et au sud, et par Brno à l'ouest et au nord.

## Histoire
La première mention écrite de la localité date de 1498

## Transports
Par la route, Bílovice nad Svitavou se trouve à 11 km de Brno et à 218 km de Prague.